# Surendra biplagiata
Surendra biplagiata är en fjärilsart som beskrevs av Butler 1883. Surendra biplagiata ingår i släktet Surendra och familjen juvelvingar. Inga underarter finns listade i Catalogue of Life.